# 前卫虫螈属
前卫虫螈属（学名：Funcusvermis）是无足目的一属。属名Funcusvermis中，Funcus源自英语单词Funky的拉丁化形式，指的是节奏感强的舞曲形式，而"vermis"则源自拉丁语中的虫子。其灵感来自于俄亥俄演奏家1972年的歌曲《Funky Worm》，这首歌来自他们的专辑《Pleasure》，这是命名人最喜欢的歌曲，在雷暴岭挖掘化石时经常播放这首歌曲。

## 下属物种
本属包括以下物种：
- Funcusvermis gilmorei Kligman, Gee, Marsh, Nesbitt, Smith, Parker & Stocker, 2023[2]